# Times Plaza

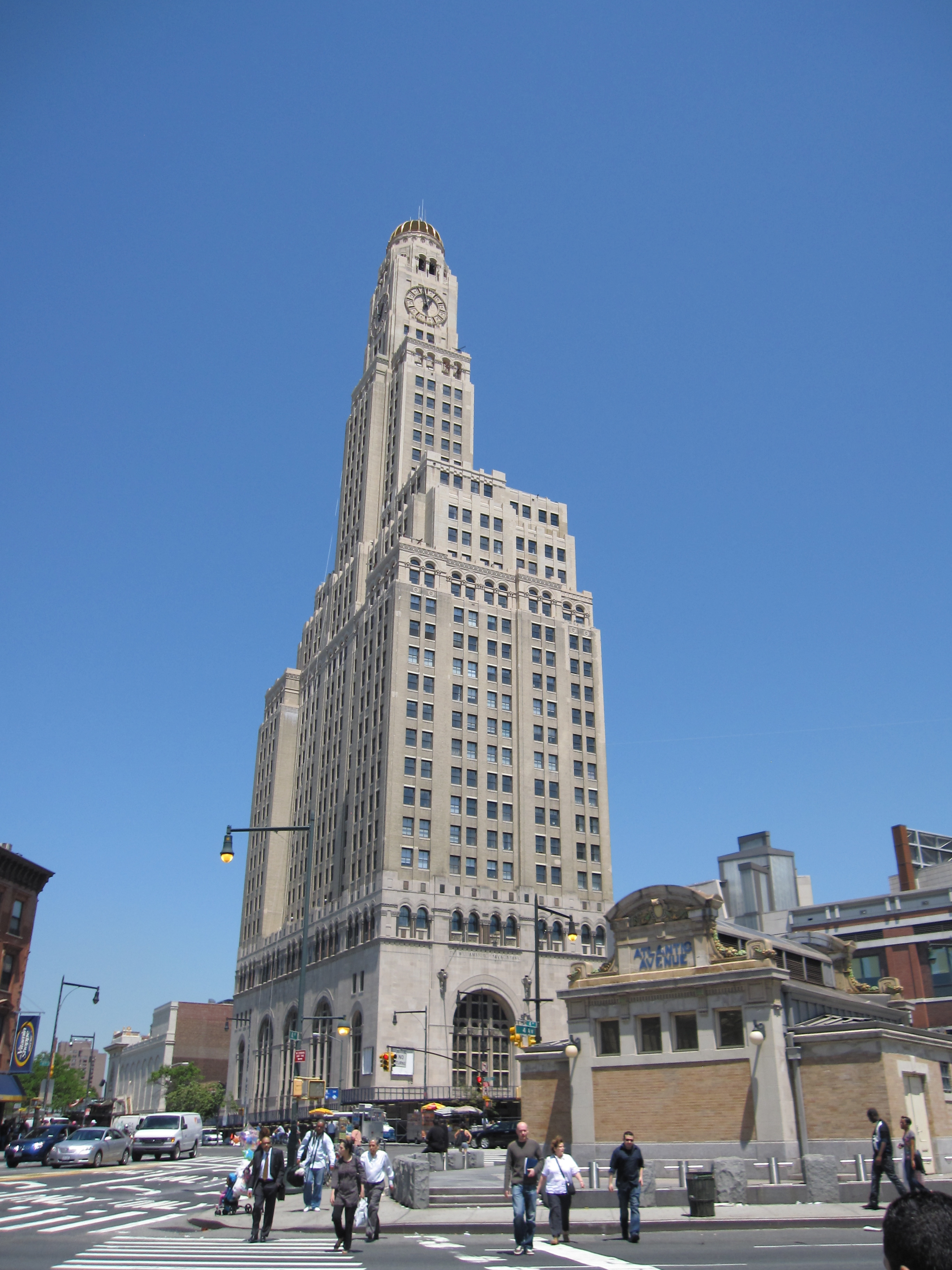
La Williamsburgh Savings Bank Tower, actualmente un edificio de apartamentos denominado 1 Hanson Place. A la derecha está la entrada abandonada de la estación Atlantic Avenue – Barclays Center del Metro de Nueva York.

Times Plaza es el nombre de la intersección de Flatbush Avenue, la Cuarta Avenida y Atlantic Avenue, situada en el borough de Brooklyn, Nueva York. Recibió este nombre debido a las cercanas oficinas del Brooklyn Daily Times. La oficina de correos situada en el 542 de Atlantic Avenue se llama Times Plaza Station ("Estación de Times Plaza").
Se sitúa en el límite de los barrios de Park Slope, Fort Greene y Boerum Hill de Brooklyn. Está cerca de la Grand Army Plaza, también situada en Flatbush Avenue.

## Lugares de interés
- La Times Plaza Control House era la entrada original al metro cuando se construyó en 1908 según el diseño de Heins & LaFarge. Su ubicación en la isla triangular del centro de la plaza resultó incómoda cuando aumentó el tráfico en las tres calles que la atraviesan, por lo que se crearon otras entradas.[1] Actualmente sirve como claraboya de la estación del metro.
- La Williamsburgh Savings Bank Tower en el 1 de Hanson Place es uno de los monumentos más emblemáticos de Brooklyn, y se sitúa justo en el lado norte de Times Plaza.
- La Atlantic Terminal del LIRR
- La estación Atlantic Avenue – Barclays Center del Metro de Nueva York
- El Atlantic Terminal Mall
- El proyecto Atlantic Yards